# It Ain't Me
Op 16 februari 2017 brengt de Noorse DJ Kygo It Ain't Me uit, een samenwerking met de Amerikaanse zangeres Selena Gomez. Daarmee staat hij uiteindelijk zes weken op nummer 2 in Nederland. In veel landen, waaronder de Verenigde Staten en België staat dit nummer ook in de top 10. In 2017 stond het nummer op de derde plek in de Dance 15 van The X Vibe, een jaarlijkse hitlijst met de populairste dancenummers van het jaar. 

## Hitnoteringen

### Nederlandse Top 40[1]
| Hitnotering: 20-02-2017 t/m 10-09-2017 | Hitnotering: 20-02-2017 t/m 10-09-2017 | Hitnotering: 20-02-2017 t/m 10-09-2017 | Hitnotering: 20-02-2017 t/m 10-09-2017 | Hitnotering: 20-02-2017 t/m 10-09-2017 | Hitnotering: 20-02-2017 t/m 10-09-2017 | Hitnotering: 20-02-2017 t/m 10-09-2017 | Hitnotering: 20-02-2017 t/m 10-09-2017 | Hitnotering: 20-02-2017 t/m 10-09-2017 | Hitnotering: 20-02-2017 t/m 10-09-2017 | Hitnotering: 20-02-2017 t/m 10-09-2017 | Hitnotering: 20-02-2017 t/m 10-09-2017 | Hitnotering: 20-02-2017 t/m 10-09-2017 | Hitnotering: 20-02-2017 t/m 10-09-2017 | Hitnotering: 20-02-2017 t/m 10-09-2017 | Hitnotering: 20-02-2017 t/m 10-09-2017 | Hitnotering: 20-02-2017 t/m 10-09-2017 | Hitnotering: 20-02-2017 t/m 10-09-2017 | Hitnotering: 20-02-2017 t/m 10-09-2017 | Hitnotering: 20-02-2017 t/m 10-09-2017 | Hitnotering: 20-02-2017 t/m 10-09-2017 | Hitnotering: 20-02-2017 t/m 10-09-2017 | Hitnotering: 20-02-2017 t/m 10-09-2017 | Hitnotering: 20-02-2017 t/m 10-09-2017 | Hitnotering: 20-02-2017 t/m 10-09-2017 | Hitnotering: 20-02-2017 t/m 10-09-2017 | Hitnotering: 20-02-2017 t/m 10-09-2017 | Hitnotering: 20-02-2017 t/m 10-09-2017 | Hitnotering: 20-02-2017 t/m 10-09-2017 | Hitnotering: 20-02-2017 t/m 10-09-2017 |
| Week:                                  | 8                                      | 9                                      | 10                                     | 11                                     | 12                                     | 13                                     | 14                                     | 15                                     | 16                                     | 17                                     | 18                                     | 19                                     | 20                                     | 21                                     | 22                                     | 23                                     | 24                                     | 25                                     | 26                                     | 27                                     | 28                                     | 29                                     | 30                                     | 31                                     | 32                                     | 33                                     | 34                                     | 35                                     | 36                                     |
| -------------------------------------- | -------------------------------------- | -------------------------------------- | -------------------------------------- | -------------------------------------- | -------------------------------------- | -------------------------------------- | -------------------------------------- | -------------------------------------- | -------------------------------------- | -------------------------------------- | -------------------------------------- | -------------------------------------- | -------------------------------------- | -------------------------------------- | -------------------------------------- | -------------------------------------- | -------------------------------------- | -------------------------------------- | -------------------------------------- | -------------------------------------- | -------------------------------------- | -------------------------------------- | -------------------------------------- | -------------------------------------- | -------------------------------------- | -------------------------------------- | -------------------------------------- | -------------------------------------- | -------------------------------------- |
| Positie:                               | 36                                     | 9                                      | 3                                      | 2                                      | 2                                      | 2                                      | 2                                      | 2                                      | 2                                      | 2                                      | 3                                      | 3                                      | 3                                      | 3                                      | 4                                      | 3                                      | 5                                      | 7                                      | 6                                      | 7                                      | 13                                     | 14                                     | 18                                     | 20                                     | 23                                     | 25                                     | 28                                     | 36                                     | 40                                     |